# Ведьма в чёрной кожаной куртке
«Ведьма в чёрной кожаной куртке» (англ. Hag in a Black Leather Jacket) — дебютный короткометражный чёрно-белый фильм американского режиссёра Джона Уотерса, снятый в 1964 году.

## Сюжет
На крыше дома происходит свадебное торжество, среди мусора чёрный мужчина и белая девушка обмениваются кольцами, венчает их священник-член Ку-клукс-клана. Гости на свадьбе все экстравагантно одеты: в костюмах с национальным флагом, в блёстках, в фольге. Все заканчивается танцем девушки в зелёном боди.

## В ролях
- Мэри Вивиан Пирс — танцовщица
- Мона Монтгомери — балерина / невеста
- Триша Уотерс  — гостья

## Съёмки
По задумке режиссёра, изначально картина должна была быть некой интерпретацией фильма «Мэри Поппинс» с Джули Эндрюс, но бюджетные рамки фильма всего в тридцать долларов не дали планам осуществиться. Фильм снимался на камеру, подаренную режиссёру бабушкой 8-мм камеру, прямо в доме у родителей Джона Уотерса в Балтиморе, Мэриленд, его мать даже аккомпанировала действу на фортепиано. 

## Релиз
Фильм был показан один единственный раз в местной кофейне в 1964 году. Из-за того, что Мона Монтгомери, тогдашняя девушка Уотерса, украла плёнку с картиной, фильм долгое время не демонстрировался. Лишь в 2014 году фильм увидели зрители на большом экране в рамках ретроспективного показа фильмов Уотерса.